# Kim Sang-gyu
Kim Sang-gyu (kor. 김 상규; ur. 20 marca 1960) – południowokoreański zapaśnik w stylu klasycznym.  Dwukrotny olimpijczyk. Brązowy medalista z Seulu 1988 i ósmy w Los Angeles 1984. Startował w kategorii 82 kg.
Zajął jedenaste miejsce na mistrzostwach świata w 1987. Złoto na igrzyskach azjatyckich w 1986 i 1990. Pierwszy na mistrzostwach Azji w 1989 roku.